# زرقان (جغتای)

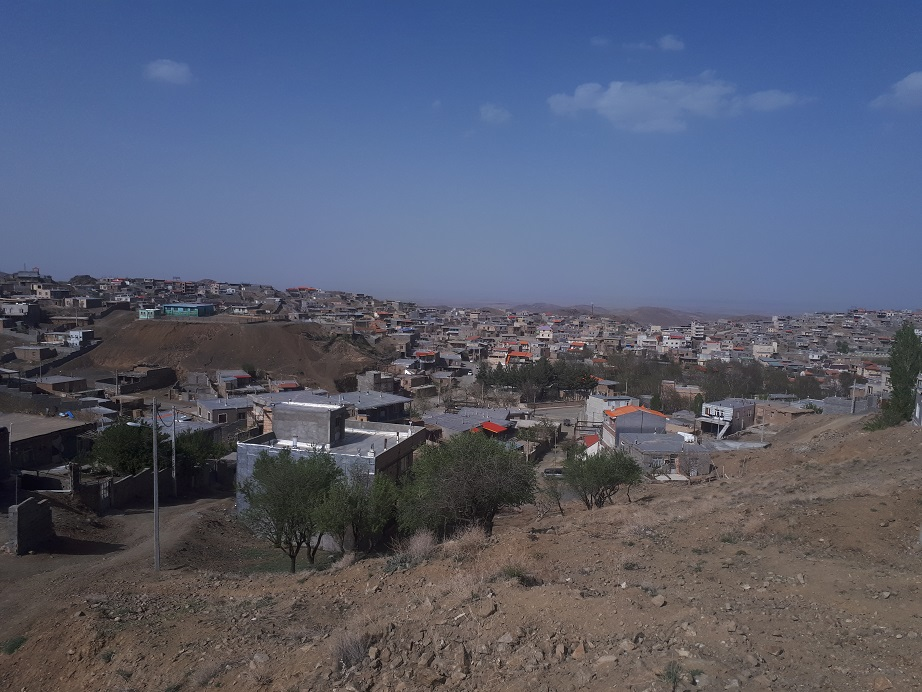
چشم اندازی از روستای کوهستانی زرقان

زرقان، روستایی است از توابع ایران , استان خراسان رضوی , شهرستان جغتای , بخش مرکزی. مردم روستای زرقان به زبان فارسی خراسانی صحبت می‌کنند.

## جمعیت

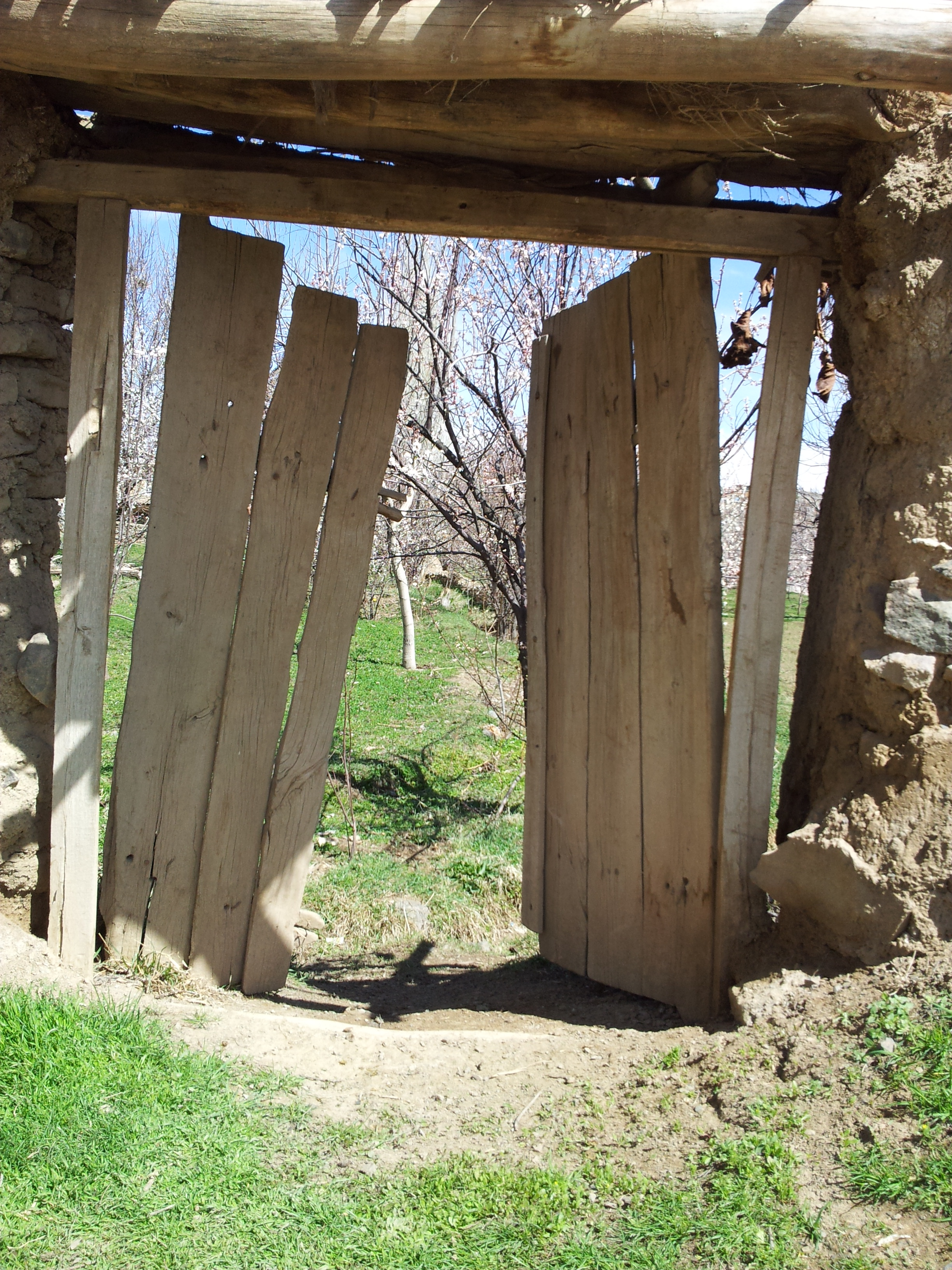
روستای زرقان

این روستا در بخش هایی از دهستان جغتای قرار داشته و طبق آخرین سرشماری عمومی آمار ایران، روستای زرقان با بیش از 890 خانوار و دارا بودن جمعیتی بالغ بر نزدیک ۲۰۰۰نفر، یکی از بزرگترین روستاهای جغتای محسوب می‌گردد، شغل اغلب اهالی کشاورزی و دامپروری و معدن درآمد اهالی این روستا از همین راه تأمین می‌شود.

## تاریخچه زرقان
قدمت تاریخی دقیقی برای روستای زرقان تخمین زده نشده‌است، اما آمار متفاوتی از روستا ارائه شده‌است، یکی از قدیمی‌ترین آثار مکتوب دربارهٔ روستای زرقان را می‌توان به سفرنامه هوتم شیندلر اشاره کرد که حدود ۱۲۷سال پیش یعنی حدود سال ۱۲۵۵هجری شمسی به دستور ناصرالدین شاه قاجار برای ایجاد خطر تلگراف از شاهرود به مشهد، گذری نیز به روستای زرقان داشته‌است و اطلاعاتی جالب دربارهٔ روستای زرقان در سفرنامه خود آورده‌است، درسفرنامه هوتم شیندلر آمده‌است زرقون۴۰خانوار جمعیت دارد و دویست و نودو شش تومان مالیات می‌دهد و جزو حکومت سبزوار می‌باشد، زرقون دم رودخانه نوز است، خیلی زراعت دارد وبسیار درخت … مشاهده کامل متن گردو و میوه جات و سپیدار، و نزدیک زرقون یک معدن مس وجود دارد ولی ۹سال است که هیچ‌کس در این معدن کار نمی‌کند،
براساس برخی از نقل قول‌ها زمانی که محمد پهلوان فرزند حیدر یکی از سرداران شاه زندیان برای در امان ماندن از خشونت آغامحمد خان قاجار به خراسان و روستای زرقان آمد. در روستای زرقان سکونت وجود داشته و محمد پهلوان با دختر یکی از اهالی ازدواج می‌کند، ولی به دلیل اینکه حرف زور خان روستا نپذیرفت اسیر توطئه شده و کشته می‌شود. شعری معروف از محمد پهلوان وجود دارد که از آن سال‌ها تاکنون، سینه به سینه در بین اهالی نقل شده‌است:
در خانه بودم که بر سرم جنگ آمد
شیربچه بودم، گریختنم ننگ آمد
از دست زن ناخلف بی ایمان
خون جگرم چو لاله در رنگ آمد 
طبق نقل قولی دیگر؛ اهالی روستای زرقان ابتدا گَبر نشین بوده، وهمچون عشایر، کوچ نشین، که طبق برخی شواهد احشام خود را در گاودان‌ها نگهداری می‌کردند، استفاده از این گاودان‌ها تا قبل از انقلاب ادامه داشته‌است بعدها اهالی روستای زرقان از وضعیت گبر نشینی به ساکتان فصلی تغییر رویه دادند، یعنی فقط در فصول سرد سال برای سکونت به روستا می‌آمدند و بقیه سال را باغ نشینی می‌کردند.
آثار تاریخی روستا :از جمله آثار تاریخی روستای زرقان را می‌توان برج‌های دوقلوی روستا را در قدیم اشاره کرد، که امروزه فقط یکی از خرابه‌های این دوقلوها باقی‌مانده، به گفته قدیمی‌های روستا، از این برج‌ها برای دیده‌بانی و خبر رسانی به اهالی در خصوص حمله راهزنان یا دیگر بیگانگان استفاده می‌شده‌است که این دو برج از راهی زیرزمینی به هم متصل بوده‌اند. 
قلعه سِریان مکانی برای مخفی شدن اهالی در هنگام حمله راهزنان بوده‌است و به گفته سالخوردگان روستا حوضی در آن وجود داشته که اکنون فقط نامی از آن وجود دارد، هرچند در سال‌های گذشته عده‌ای سودجو برای یافتن اشیای باستانی در آن کاووش کرده بودند.
فرهنگ اجتماعی اهالی زرقان قدمت دیرینه‌ای دارد که هنور بسیاری از پیشینه تاریخی روستا ناشناخته مانده‌است از جمله مساجد قدیمی روستا که هنوز آثاری از آنان باقی‌مانده و می‌توان به مسجد بالاده و مسجد کوچه باغ بالا اشاره کرد.
خانه‌های گلی روستا جلوه‌ای دیگر از فرهنگ و تمدن روستا را نمایان نموده‌است.

## طبیعت
روستای زرقان به دلیل شرایط طبیعی و چشم‌اندازهای طبیعی و بسیار زیبای خود، ارتفاعات زیبا و آب و هوای معتدل کوهستانی که جلا دهنده روح و جسم هر انسانی است، بر روی مخروطه افکنه امتداد رشته کوه‌های جغتای قرار دارد وجود بندهای خاکی و انشعاب رودخانه، طبیعت دل‌انگیز و فرح بخشی رادر اطراف روستای زرقان فراهم نموده‌است، علاوه بر دره‌های اطراف روستا، در مسیر رودخانه‌های زرقان به طرف شمال، به دلیل تغییر جنس خاک و وجود مارون‌های آهکی، رودخانه در بستر خود با فرسایش و انحلال زمین، طبیعت زیبایی را به نمایش گذاشته‌است که در نوع خود کم‌نظیر است.
طبیعت موجود در روستای زرقان با هیچ‌یک از مناطق سبزوار و بخش‌های آن قابل مقایسه نیست و مورد تعجب توریست‌ها گردیده‌است.
مکان‌های دیدنی روستای زرقان عبارتست از:
سد زرقان
رودخانه سرآسیاب
بقایای برج تاریخی روستای زرقان
علی کودَر
قلعه سِریان
دوُری ری
اِمبروتی
رودخانه نِوِز
رودخانه کِلب قاسم
و...

## محصول
گردو، مهم‌ترین محصول روستای زرقان است که به خاطر مرغوبیت بالا و کیفیت عالی که دارد شهرت بسیار فراوانی در منطقه پیدا کرده‌است.
از انواع دیگر میتوان محصولات روستا به انگور، شیره‌انگور، بادام، هندوانه، عسل و سیب، اشاره کرد.

## غذای محلی
از جمله غذاهای محلی که می‌توان نام برد عبارتند از: فطیر، جوز و کمه (صبحانه محلی)، آش، شِروایی (سوپ محلی)، کله‌جوش، زرک جوش، لوشی جوش و بسیاری دیگر از غذاهای محلی روستا.